# Leoben
Leoben (pronuncia /leˈoːbn̩/) è un comune austriaco di 24 680 abitanti nell'omonimo distretto (del quale è capoluogo e centro maggiore), in Stiria; ha lo statuto di città capoluogo di distretto (Bezirkshauptstadt) ed è la seconda città stiriana per popolazione dopo Graz.

## Geografia fisica
Leoben è situata nella parte settentrionale della Stiria, nella valle del fiume Mura; la città antica si trova in un'ansa del Mura alla confluenza del Vordernberger Bach. A settentrione della città è situato il monte Hochschwab; a oriente sorgono le Alpi dell'Eisenerz.

## Storia
Leoben viene menzionata la prima volta nel 904 con il nome di Liupina. Quindi nel 1173 si menziona la località come Forum Liuben, attorno al quale si sviluppa l'area chiamata oggi Jakobskirche; nel 1314 l'attuale Leoben appare già come area per il commercio del ferro, e durante il regno di Ottocaro II di Boemia venne elevata a città.
Dal 1786 al 1800 fu sede vescovile.
Nel 1797 francesi e austriaci vi firmarono la Pace condizionale di Leoben. Nel 1805 i francesi occuparono la città. Nel XX secolo incominciò il lento sviluppo di Leoben, che si trasformò in uno dei più importanti centri commerciali ed economici dell'Austria.

## Monumenti e luoghi d'interesse
- Castel Thalhof

## Economia
Leoben è un centro industriale e anche sede d'un'ex zona mineraria.
A Leoben si trova una delle più prestigiose sedi universitarie austriache, specializzata in studi correlati alla geologia delle montagne e nelle ricerche sull'industria mineraria: la Montanuniversität Leoben.
Il comune è sede della birreria Göss, dove viene prodotta la Gösser.

## Sport

### Calcio a 5
Il Club Leoben 06 è la società di calcio a 5 con sede in città; milita nella Murexin Futsal Bundesliga.